# Isaac Sirul
Isaac Sirul, menționat, de asemenea, ca Sfântul Isaac Sirul, Abba Isaac, Isaac din Ninive și Isaac al Qatarului, (în siriacă ܡܪܝ ܐܝܣܚܩ ܕܢܝܢܘܐ; în arabă إسحاق النينوي, transliterat Ishaq an-Naynuwī; în greacă veche Ἰσαὰκ Σύρος; c. 613 - c. 700) a fost cel de-al șaptelea episcop al Bisericii Răsăritului și teolog creștin sirian cunoscut în special pentru scrierile sale referitoare la ascetismul creștin. El este considerat sfânt de Biserica Asiriană a Răsăritului (ruptă din Biserica Ortodoxă după Sinodul de la Efes). În tradiția ortodoxă prăznuirea sa are loc concomitent cu prăznuirea Sfântului Efrem Sirul, teolog și imnograf din secolul al IV-lea, pe 28 ianuarie.

## Biografie
S-a născut în regiunea Beth Qatraye din Arabia de Est, o regiune mixtă în care se vorbeau limbile siriacă și arabă, care cuprinde sud-estul Mesopotamiei și nord-estul peninsulei Arabice. Când era încă tânăr, a intrat într-o mănăstire unde s-a dedicat practicării ascetismului. După mulți ani de studiere a textelor religioase de la biblioteca atașată mănăstirii, a început să fie considerat o autoritate în domeniul teologiei. La scurt timp după aceea, și-a dedicat viața monahismului și s-a implicat în educarea religioasă a populației din regiunea Beth Qatraye. Catolicosul Georges (680-659), care a vizitat regiunea Beth Qatraye la mijlocul secolului al VII-lea pentru a participa la un sinod, l-a hirotonit pe Isaac ca episcop de Ninive, localitate aflată mai la nord, în Asiria.
Sarcinile administrative nu se potriveau înclinațiilor sale studioase și ascetice: el a renunțat la funcția de episcop după doar cinci luni și s-a retras către sud în pustia Muntelui Matout, un refugiu căutat de anahoreți. Acolo a trăit în singurătate timp de mulți ani, mâncând doar trei pâini pe săptămână, cu câteva legume crude, detaliu care a reușit întotdeauna să-i uimească pe hagiografi. În cele din urmă, orbirea și bătrânețea l-au forțat să se retragă la mănăstirea asiriană Shabar din Mesopotamia, unde a murit și a fost îngropat. În momentul morții sale era aproape orb, fapt atribuit de istorici devotamentului său pentru studiul teologiei.

## Moștenire spirituală
Isaac este amintit pentru omiliile (predicile) sale referitoare la viața interioară, cu o profunzime teologică și umană care depășesc spiritualitatea bisericii particulare căreia îi aparținea. Ele s-au păstrat în manuscrisele siriece și în traducerile ulterioare în limbile greacă, arabă și georgiană. Unele dintre ele au fost traduse din greacă în limba rusă.
Isaac a evitat în mod conștient să scrie despre subiecte care erau dezbătute sau contestate de teologii contemporani. Acest aspect îi dă lui Isaac un anumit caracter ecumenic și este, probabil, motivul pentru care a ajuns să fie venerat și apreciat în mai multe biserici creștine diferite.
Isaac se află în tradiția sfinților mistici creștini orientali și a pus accentul în scrierile sale pe lucrarea Duhului Sfânt.
Stilul său melancolic, precum și empatia sa față de bolnavi și morți, au exercitat o influență considerabilă asupra Ortodoxiei Răsăritene. Scrierile sale au fost studiate în mod continuu de către teologii monahi din celelalte biserici ortodoxe în secolele al VIII-lea și al IX-lea. Mai mult decât atât, convingerea lui Isaac că pedepsirea fără sfârșit a oamenilor de către Dumnezeu prin intermediul Gheenei (iazul de foc sau iadul) nu este compatibilă cu dragostea lui atotcuprinzătoare poate fi văzută ca un conflict tematic central în cel de-al doilea tratat al învățăturilor sale mistice.
Scrierile lui Isaac reprezintă exemplul rar al unui corpus mare de texte ascetice scrise de un pustnic experimentat și contribuie substanțial la înțelegerea ascetismului creștin timpuriu.

## Scrieri
Învățăturile Sfântului Isaac Sirul sunt cuprinse în mai multe cărți. Prima carte are 82 de capitole, iar cea de-a doua carte conține 41 de capitole. Există, de asemenea, o a treia carte care a fost tradusă în limbile italiană și engleză, dar nu a fost încă publicată în limba engleză.

## Reconcilierea universală
Wacław Hryniewicz (2007) susține că traducerea lui Brocks (1995) a celei de-a doua părți a scrierilor lui Isaac Sirul cu privire la Gheena (descoperită în 1983) confirmă opiniile istoricilor universaliști anteriori, precum John Wesley Hanson (1899), că Isaac era un avocat al reconcilierii universale.

## Legături externe
- Lucrări de sau despre Isaac Sirul în biblioteci (catalog WorldCat)
- St Isaac of Nineveh Orthodox Icon and Synaxarion
- A collection of resources on St. Isaac
- Herbermann, Charles, ed. (1913). „Isaac of Nineveh”. Catholic Encyclopedia. New York: Robert Appleton Company.
- Saint Isaac, the Syrian in orthodoxwiki.com
- Online edition of the Ascetical Homilies
- Saint Isaac of Nineveh Facebook Page, featuring new translations from Syriac and Arabic